# Галич, Дмитрий Васильевич
Дмитрий Васильевич Галич (26 ноября 1977) — казахстанский футболист.

## Биография
Воспитанник чимкентского футбола. Выступал за казахстанские клубы «Кайрат» Алма-Ата (1995—1996), «Кокше» / «Окжетпес» Кокчетав (1996, 2005—2006), «Кайсар-Харрикейн» Кызыл-Орда (1997—1998), «Томирис» / «Ситез» / «Достык» / «Ордабасы» Чимкент (1998—2000, 2004), «Женис» Астана (2000), «Атырау» (2002), «Яссы-Сайрам» Сайрам (2004), «Акжайык» Уральск (2007), «Асбест» Житикара (2007). В 2001 году провёл 10 матчей за российскую «Балтику» Калининград в первом дивизионе.
В начале карьеры считался обладателем большого таланта, который не смог раскрыть из-за частой смены клубов. В 2002 году, выступая за «Атырау», получил тяжёлую травму. В течение двух лет не выходил на поле. В 2004—2005 годах провёл 36 матчей в чемпионате и Кубке Казахстана. 2006 год вновь пропустил. 2007 год отыграл в первой лиге, после чего завершил карьеру игрока. Всего в казахстанской Премьер-лиге сыграл 119 матчей, забил 20 мячей.
В 1999 году в отборочном турнире к Олимпийским играм в Сиднее в девяти матчах за олимпийскую сборную забил восемь (по другим данным — шесть) голов. В 2000 году сыграл четыре матча за основную сборную Казахстана
В 2008—2009 годах работал тренером-преподавателем по футболу в СДЮШОР Шымкента. С 2010 — администратор ФК «Балтика».

## Достижения
- Чемпион Казахстана (2000) — «Женис»
- Серебряный призёр чемпионата Казахстана (2002) — «Атырау»